# Tramlijn 10 (Haaglanden)
Tramlijn 10 van HTM is een tramlijn in de regio Haaglanden, in de Nederlandse provincie Zuid-Holland.

## Route en dienstregeling
De lijn verbindt de wijk Belgisch Park (Scheveningen Noord) in stadsdeel Scheveningen via het Kurhaus, het Vredespaleis, het Plein 1813, het Binnenhof, door het centrum van Den Haag, langs het NS-station Hollands Spoor, via het stadsdeel Laak, langs het NS-station Moerwijk, via de Haagse wijken Moerwijk en Morgenstond met de wijk Vrederust in Den Haag-Zuid (eindhalte De Dreef, maar de richting hier naartoe wordt aangeduid met Vrederust).
Tramlijn 10 rijdt op werkdagen tijdens de spitsuren van maandag t/m donderdag tussen ca. 6.30 en 9.30 en 15.30 en 18.30 uur iedere 10 minuten.

## Geschiedenis

### 1906-1945
- 4 augustus 1906: Lijn 10 werd ingesteld op het traject Scheveningen Kurhaus – Waldeck Pyrmontkade (zomer- en winterroute) De lijnkleuren van lijn 10, ook met toevoegingen, waren rood|geel.[1]
- Tussen 1921 en 1926 was niet te zien of het lijn 10 zomer of winter-route was, en werden soms ook nog de lijnnummers 15 en 17 gebruikt. Soms reden er zelfs twee lijnen 10 tegelijk, met dezelfde lijnkleuren. Dat zorgde voor veel verwarring. [2]
- 15 november 1924: De zomerroute van lijn 10 werd lijn 17.
- 15 mei 1926: De winterroute opgeheven.
- 1 januari 1927: Lijn 10 ging weer rijden met het traject Westduinweg – Station Hollands Spoor.
- 1931-1934: De elektrische tramlijn naar Voorburg Station werd geopend in 1931-1934 als interlokale lijn I³. Dit was een zijtak van de bestaande lijn I¹ Den Haag – Rijswijk – Delft.
- 15 april 1943: Lijn 10 werd versterkt met lijn "10A" op het traject Sportlaan/Nieboerweg – Stadhoudersplein. Deze lijn reed binnen de "vesting Scheveningen", achter de Atlantikwall.[3]
- 17 april 1943: Lijn 10A werd weer opgeheven.
- 18 april 1943: de trams voeren geen lijnnummer meer, daarom ook wel lijn 0 genoemd.[4] Intern werd echter nog steeds 10A gebruikt.[5]
- 10 augustus 1943: omgenummerd in lijn 14A.[6]
- 17 november 1944: De dienst op alle Haagse tramlijnen werd gestaakt vanwege gebrek aan stroom door kolenschaarste.
- 11 juni 1945: Lijn 10 hervat met het traject Valkenbosplein – Stuwstraat. Later onderging deze lijn vele wijzigingen van inkortingen en verlengingen.

### 1963-1993
- 1963: Tramlijn I³ werd lijn 36. Hiervoor werden PCC-cars ingezet.
- 22 mei 1966: De lijnen 10 en 36 werden samengevoegd tot de nieuwe lijn 10 en kreeg een nieuwe route met het traject Statenkwartier – Voorburg Station. Het traject door Boekhorststraat-Koningstraat en Molenwijk en Trekweg verdwijnt helemaal. Alleen door Molenwijk kwam er een vervangende buslijn 21, die echter weinig reed; in 1980 verdween ook deze uit de wijk.[7]
- 30 juni 1993: De laatste PCC-cars van de Haagse tram reden op lijn 10.[8] Voortaan reden alleen nog GTL-trams.

### 2003-2013
- 14 december 2003: Met de herindeling van het Haagse tramnet was de route van lijn 10 zodanig gewijzigd dat lijn 10 vrijwel overal parallel reed met andere tram en buslijnen, behalve op de Laakkade/-weg en bij het Nederlands Congrescentrum/World Forum (Eisenhowerlaan). Hierdoor was de lijn geen onmisbare schakel meer in het tramnet en kon er volstaan worden met een spitsdienst. De lijn reed weer over de Scheveningseweg, langs Centraal Station en over het Stationsplein (Station HS). Het vervallen stuk over de Prinsegracht/Waldeck Pyrmontkade en de Stadhouderslaan was overgenomen door respectievelijk de lijnen 3 en 17. Lijn 10 had als doel andere, parallel lopende tramlijnen te versterken, met name lijn 1.
- 12 december 2011: Lijn 10 werd ingekort. Het eindpunt Voorburg Station werd verlaten (de passagiers werden nu ook in de spits verwezen naar bus 23) en vervangen door Station Hollands Spoor. Lijn 10 reed vanaf de halte Bierkade via Rijswijkseplein, Goudriaankade, Laakkade, Leeghwaterplein en Station Hollands Spoor en terug naar het Statenkwartier. Hiermee kwam na 78 jaar een einde aan de verbinding van Rijswijk naar Voorburg van de vroegere Tramlijn I³ van de Gele Tram. Het traject blijft wel beschikbaar voor als tramlijn 1 of 15 niet door kunnen rijden.
- 6 januari 2013: Lijn 10 werd opgeheven. Alleen de trajecten over de Laakkade/-weg en de Eisenhowerlaan werden tramloos, maar de sporen zijn nog bruikbaar bij omleidingen. Lijn 1 en 17 (later een paar jaar veranderd in 16) bleven op de rest van de route van lijn 10 rijden.

### 2025-heden
- 6 januari 2025: Lijn 10 werd weer in gebruik genomen. Deze keer tussen Scheveningen Noord en Vrederust als spitsversterking (niet op vrijdag) op de route Scheveningen Noord - Station Den Haag HS (lijn 1), Station Den Haag HS - Moerwijk (lijn 16), Morgenstond (lijnen 9 en 16) en Vrederust (lijn 9).[9] Het was de bedoeling dat lijn 10 in 2022 weer ging rijden. Dit was uitgesteld door afgeschaalde dienstregeling vanwege de nasleep van de coronapandemie en personeelstekorten.

## Foto's

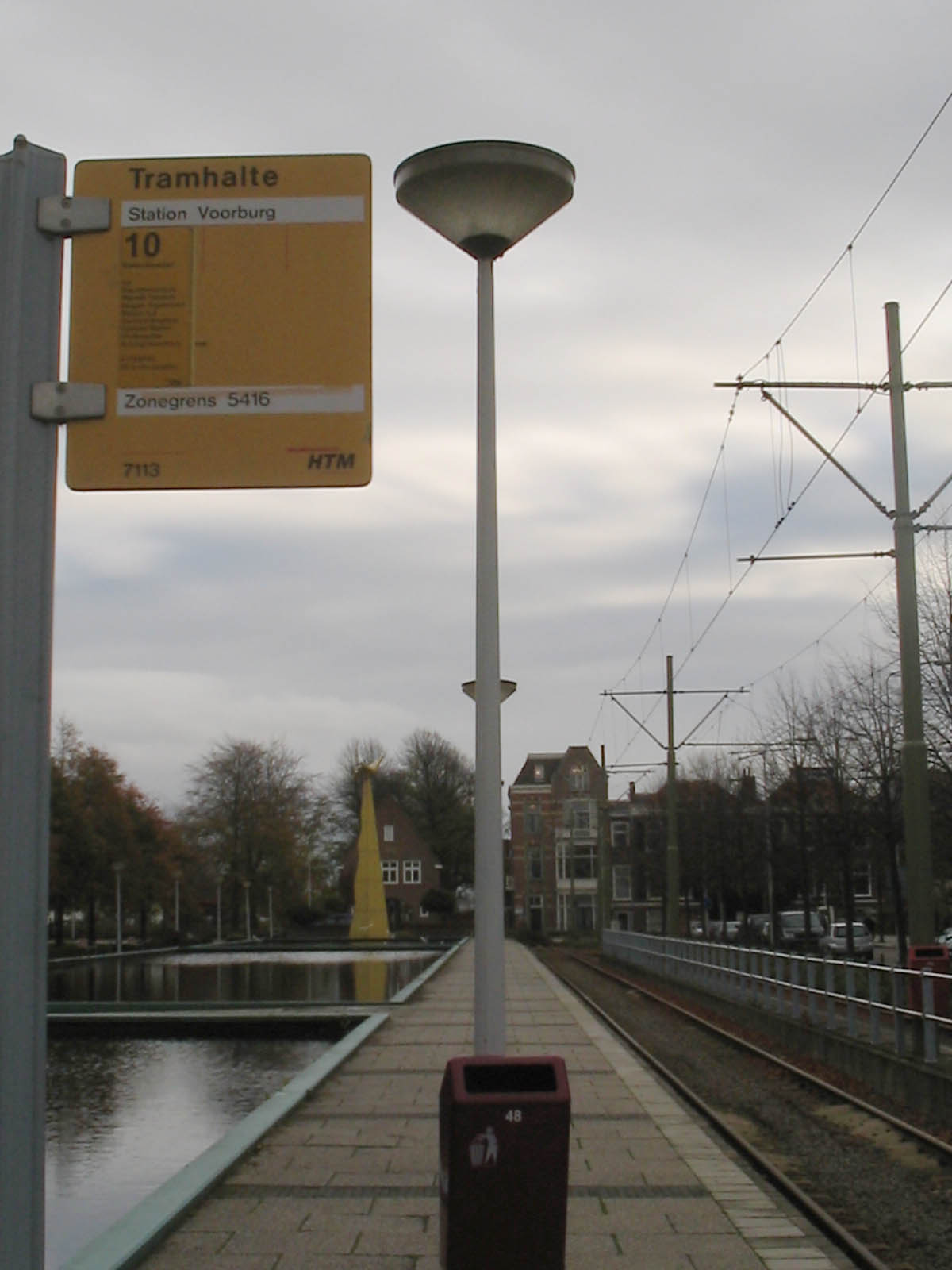
Halte bij station Voorburg.
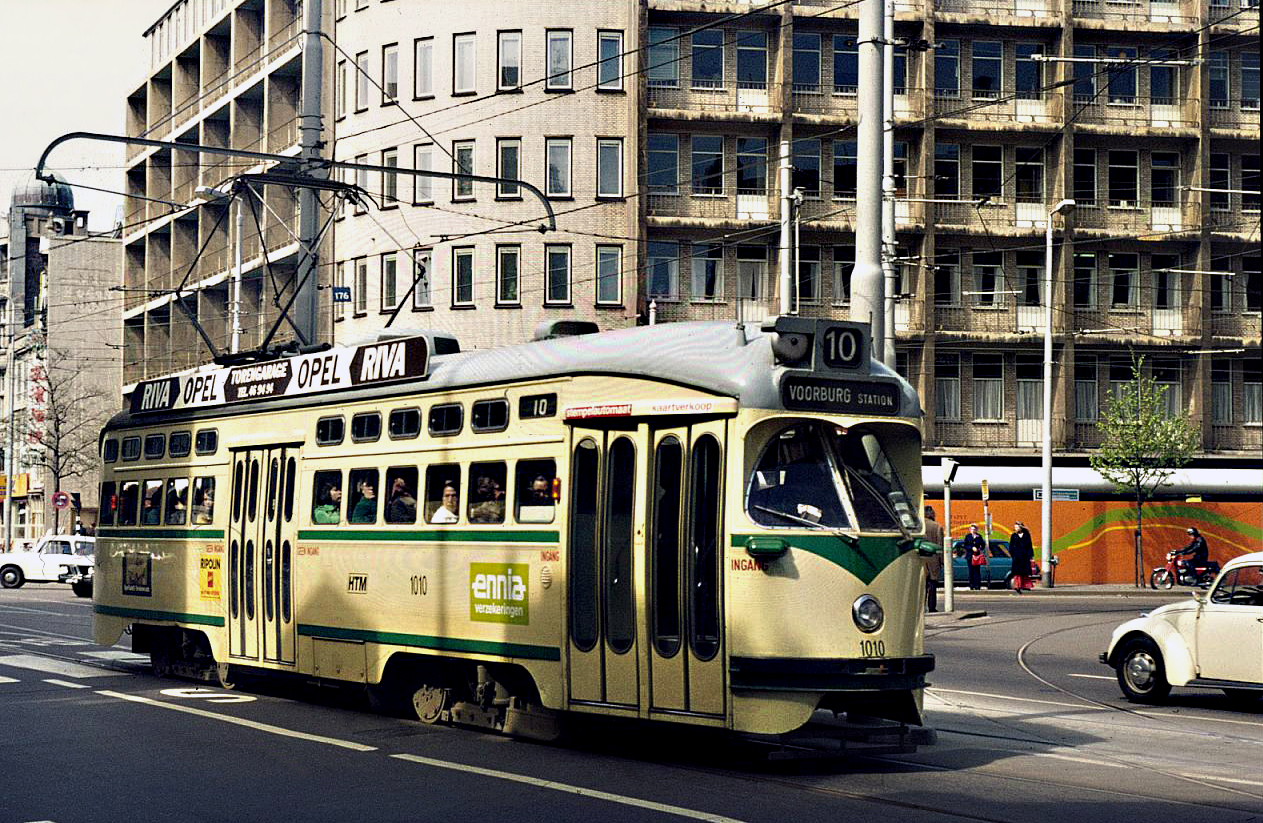
PCC 1010 draait rond 1985 vanaf de Grote Marktstraat het Spui op.
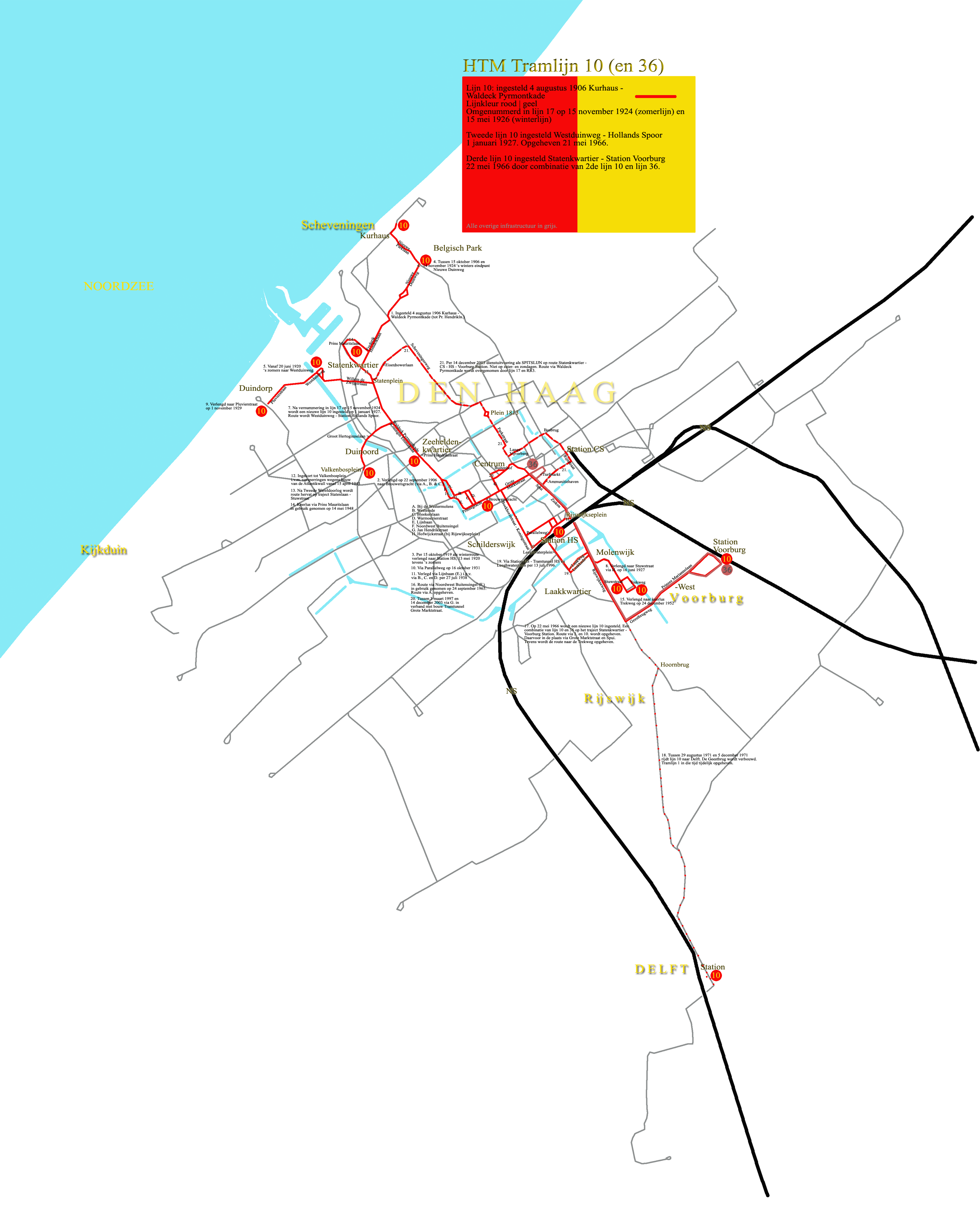
Overzicht van de routes van lijn 10 door de jaren heen. Actueel tot 2011.
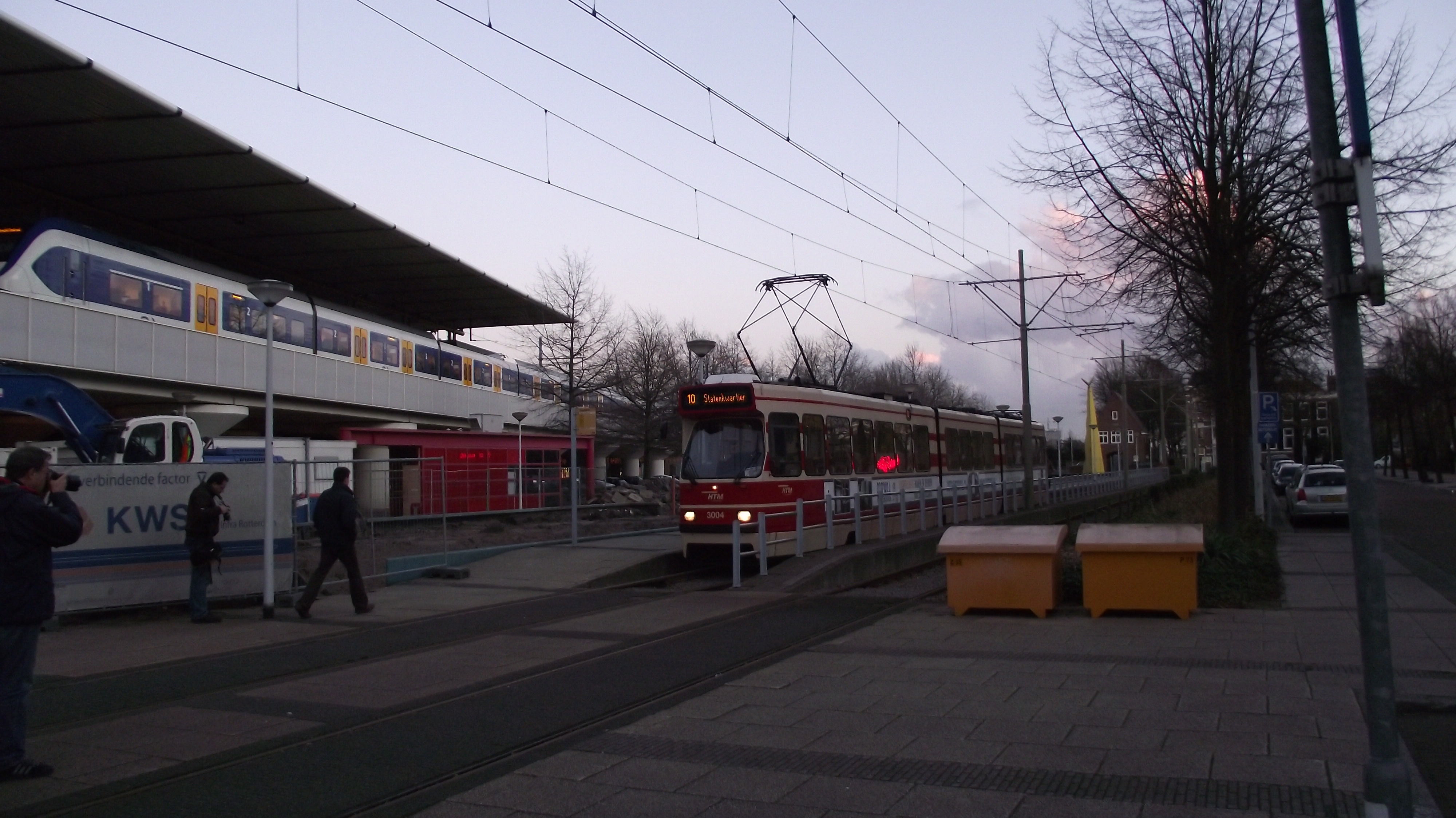
Laatste dag van de tramlijn in Voorburg. Fotografen aanwezig.